# Peter Hussing

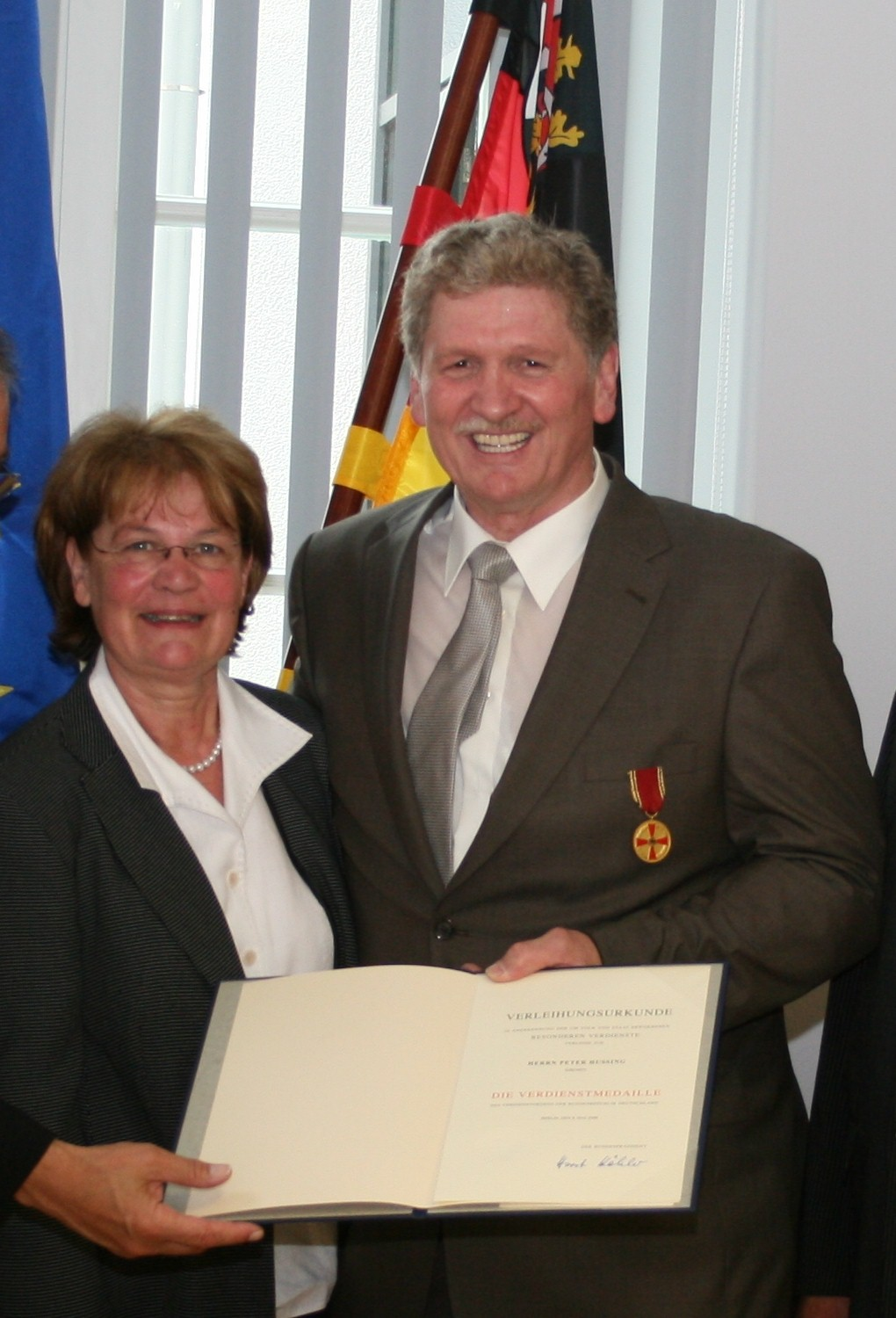

Peter Hussing, född 15 maj 1948 i Brachbach, Rheinland-Pfalz, död 8 september 2012 i Brachbach, Rheinland-Pfalz, var en tysk boxare som tävlade för Västtyskland och som tog OS-brons i tungviktsboxning 1972 i München. Hussing slogs ut i semifinalen av Aziz Salihu från Jugoslavien.